# エクソシスト 信じる者
『エクソシスト 信じる者』（エクソシスト しんじるもの、The Exorcist: Believer）は、2023年のアメリカ合衆国の超自然的ホラー映画。監督はデヴィッド・ゴードン・グリーン監督、脚本はピーター・サットラーとグリーン。『エクソシスト』シリーズの第5作であり、『エクソシスト』（1973年）の直接の続編となっている。出演はレスリー・オドム・Jr、リディア・ジュエット、オリヴィア・オニール、ジェニファー・ネトルズ、ノーバート・レオ・バッツ、アン・ダウド、エレン・バースティンら。
当初は2020年8月にリブート版として製作される構想だったが、2020年12月にオリジナル映画の直接の続編・次作として再企画された。ジェイソン・ブラムが自身のブラムハウス・プロダクションズ、デヴィッドとジェームズ・G・ロビンソンがモーガン・クリーク・エンターテイメントを通してプロデューサー、さらにグリーンと原案のダニー・マクブライドがエグゼクティブ・プロデューサーを務める。2021年6月にユニバーサル・ピクチャーズがPeacockと共同で配給権を獲得した。主要撮影は2022年11月から2023年3月にかけて行われた。

## ストーリー
新婚旅行中、写真家のヴィクターと臨月が近い妻ソレーヌはハイチ地震に遭遇する。ソレーヌが重傷を負ったため、ヴィクターは母体と胎児のどちらを救うかの二者択一を迫られる。
13年後、ソレーヌを失ったヴィクターは娘アンジェラと暮らしていた。ある日アンジェラは親友のキャサリンと森に行き、母ソレーヌを呼び出す降霊術を試みる。そして3日間行方不明になり発見されるが、彼女たちは3時間程度の出来事だったと主張する。
その後、2人の周囲に異変が起り始める。アンジェラの検査を担当する看護師で、修道女見習いの経歴を持つアンに、アンジェラはしわがれた男の声で若い頃に堕胎した秘密を指摘し嘲笑する。恐怖を感じたアンは、過去に娘リーガンを悪魔から救ったクリス・マクニールの体験談本をヴィクターに渡す。
ヴィクターがクリスに相談し、彼女は憑りつかれた2人の少女に会いに行く事になった。キャサリンと対峙したクリスは悪魔を去らせようと試みるが、キャサリンに十字架で両目を突き刺されてしまう。ヴィクターは巻き込んだ事を謝罪するが、娘達を助けたかったクリスに後悔はなかった。
アンはマドックス神父に相談するが、悪魔祓いの許可がカトリック教会側から降りず、神父は儀式を行えなかった。そこで、ヴィクターとキャサリンの両親ミランダとトニーは、親しいバプテスト教会の牧師や、アフリカ由来の呪術とアメリカの薬草を組み合わせた“ルートワーク”という民間療法に詳しい医師のビーハイブにそれぞれ協力を頼む。そして、宗教の壁を越えた悪魔祓いが開始される。
ヴィクターの心を読んで弱みを突くかと思えば、怪異現象に苦しみ泣き喚くアンジェラとキャサリン。2人のうち１人を選んで生き残らせろと選択を迫る悪魔。立ち去れずにいたマドックス神父も儀式に参加したが、首を折られて死亡した。
死にそうな娘を目の前にして、「お前を選ぶ！」と叫ぶキャサリンの父親。だが、それは悪魔の嘘で、選ばれたキャサリンの魂は連れ去られ、生き残ったのはアンジェラだった。悪魔との戦いを終えた人々は心身に傷を負い、死者が出た事で警察も介入したが、人々はそれぞれに心の平安を求めて行った。

## キャスト
※括弧内は日本語吹替
- ヴィクター・フィールディング - レスリー・オドム・Jr[11]（諏訪部順一）

カメラマン。アンジェラの父親。
- アンジェラ・フィールディング - リディア・ジュエット[11]（佐倉綾音）

ヴィクターの娘。
- キャサリン - オリヴィア・オニール[11]（鬼頭明里）

ミランダとトニーの娘。
- ミランダ - ジェニファー・ネトルズ[12]（本田貴子）

キャサリンの母親。
- トニー - ノーバート・レオ・バッツ（仲野裕）

キャサリンの父親。
- ドン・レヴァンス牧師 - ラファエル・スバージ[13]（三木眞一郎）

バプテスト派の牧師であり、キャサリンの両親の親しい友人。
- ビーハイブ - オクウィ・オクポクワシリ（英語版）[14]（水野ゆふ）

民間療法に詳しい医師。
- アン - アン・ダウド[15]（仲村かおり）

元修道女見習いの看護師。
- クリス・マクニール - エレン・バースティン[16]（竹村叔子）

元女優で作家。リーガン・マクニールの母親。
- パズズ（英語版） - ネディム・ヤヒッチ（声）（小林ゆう）

かつてリーガンに取り憑いていた悪魔。
- リーガン・マクニール - リンダ・ブレア（戸田恵子）

かつて悪魔に取り憑かれた経験があるクリスの娘。
- ソリーン・フィールディング - トレイシー・グレイヴス（杏寺円花）

ヴィクターの妻で、アンジェラの母親。

## 製作

### 企画
2020年8月、モーガン・クリーク・エンターテイメントがリブートとして『エクソシスト』シリーズの新作を製作すると報じられた。スタジオ側は2021年劇場公開を計画していた。『スラッシュ・フィルム』のベン・ピアソンはスタジオが以前に「『エクソシスト』のリメイクは決してやらない」と表明したものの、「新作の製作を進める前にライブライフ・タイトルの創始者の祝福」も得られるだろうと述べていたと指摘した。
2020年12月、デヴィッド・ゴードン・グリーンが監督として交渉初期段階であり、企画が映画第1作の直接の続編・次作であり、ジェイソン・ブラム、デヴィッド・ロビンソン、ジェームズ・G・ロビンソンがプロデューサーを務めることが明らかとなった。2021年7月、続編3部作が同時に企画中であり、グリーンが第1作の監督として雇われ、スコット・ティームズとダニー・マクブライドと共に執筆した原案を基にピーター・サットラーと共同で脚本を手がけたことが報じられた。グリーン、マクブライド、クーパー・サミュエルソン、ステファニー・アレインはエグゼクティブ・プロデューサーを務めた。モーガン・クリーク・エンターテイメントからシリーズの権利を取得する以前、脚本家チームとブラムは2020年初頭にZoomでストーリーを構想していた。
プロジェクトはブラムハウス・プロダクションズとモーガン・クリーク・エンターテイメントが共同製作し、ユニバーサル・ピクチャーズが配給する。ユニバーサルはPeacockと共同で配給権を総額4億ドルで購入した。3部作の第2作および第3作はPeacockの独占映画となる可能性がある。2021年10月までにグリーンは3作品全てを監督する意向を表明し、サットラーと共同執筆した残り2作の脚本のアウトラインは完成していた。

### キャスティング
エレン・バースティンはオリジナル映画のクリス・マクニール役を再演し、またレスリー・オドム・Jrは憑依された子供を救うためにクリスを探す父親役を務める。アン・ダウド、リディア・ジュエット、オリヴィア・マーカム、オクウィ・オクポクワシリもまたキャストに加わった。ラファエル・スバージは牧師役でキャスティングされた。ジェニファー・ネトルズもまた「主要な役柄」を務める。

### 撮影
2022年初頭、バースティンはこの映画における自分の出演箇所の撮影が終わったことを明言した。グリーンは以前に『ハロウィン THE END』（2022年）の完成後にこの映画の製作を開始すると述べていたが、バースティンの年齢とCOVID-19パンデミックの危険性を考慮し、製作チームは彼女と協力してその箇所を完成させた。
主要撮影は2022年11月にアトランタとサバンナで開始された。同月にバースティンが再撮影に参加した。12月半ば、オドムが「詳細不明の健康問題」を抱えた後に製作は休暇のために早々と打ち切られた。2023年3月初頭に撮影は完了した。

## 公開
『エクソシスト 信じる者』はユニバーサル・ピクチャーズ配給により2023年10月6日に北米で封切り予定である。当初は10月13日を予定していたが、『テイラー・スウィフト: THE ERAS TOUR』との競合を避けるために1週間前倒しされた。

## 評価

### 興行収入
2023年12月3日現在、北米で6,550万ドル、その他の地域で7,030万ドル、全世界で1億3,590万ドルの興行収入を記録している。日本では公開後の12月4日に発表された週末興行成績ランキングにて、初登場第8位にランクインした。

### 批評家の反応
批評集積サイトRotten Tomatoesでは、247件の批評家レビューがあり、支持率22%、平均点は4.4/10となっている。批評家の総意は「『エクソシスト 信じる者』は、フランチャイズをその恐怖の原点に戻そうとしている点では評価できるが、新たなアイデア（そして恐怖）に欠けているため、計画されている新たな三部作のスタートとしては不吉なものとなっている。」としている。
Metacriticでは、39件の批評家レビューがあり、加重平均値は39/100となっている。

## 将来の構想
2021年7月、グリーン、マクブライド、サットラー、ティームズらが引き続いて2本の続編を企画していることが報じられた。1つ目の続編『The Exorcist: Deceiver』は当初2025年4月18日に劇場公開予定だったが、2024年1月12日、本作の監督であるデヴィッド・ゴードン・グリーンがリブート版三部作のうちの第2作から降板したことが明らかとなり、公開が延期になることが発表された。
2024年5月、シリーズの立て直しを図るため、マイク・フラナガンが脚本・監督を務める新作映画の製作が発表された。この新作は、本作『エクソシスト 信じる者』の続編ではなく「根本を覆すアプローチ」で企画されており、新たな『エクソシスト』ユニバースを舞台に完全に新しい物語が描かれる。
2024年6月、本作のリブート作が2026年3月13日（13日の金曜日にあたる）に公開されることが発表された。